# Oktogon metróállomás
Az Oktogon (korábban: November 7. tér) a budapesti kisföldalatti (hivatalos nevén: M1-es metróvonal) egyik állomása, az Opera és a Vörösmarty utca között.

## Átszállási kapcsolatok
| Oktogon | 105, 210, 210B 4, 6 |  |

## Galéria

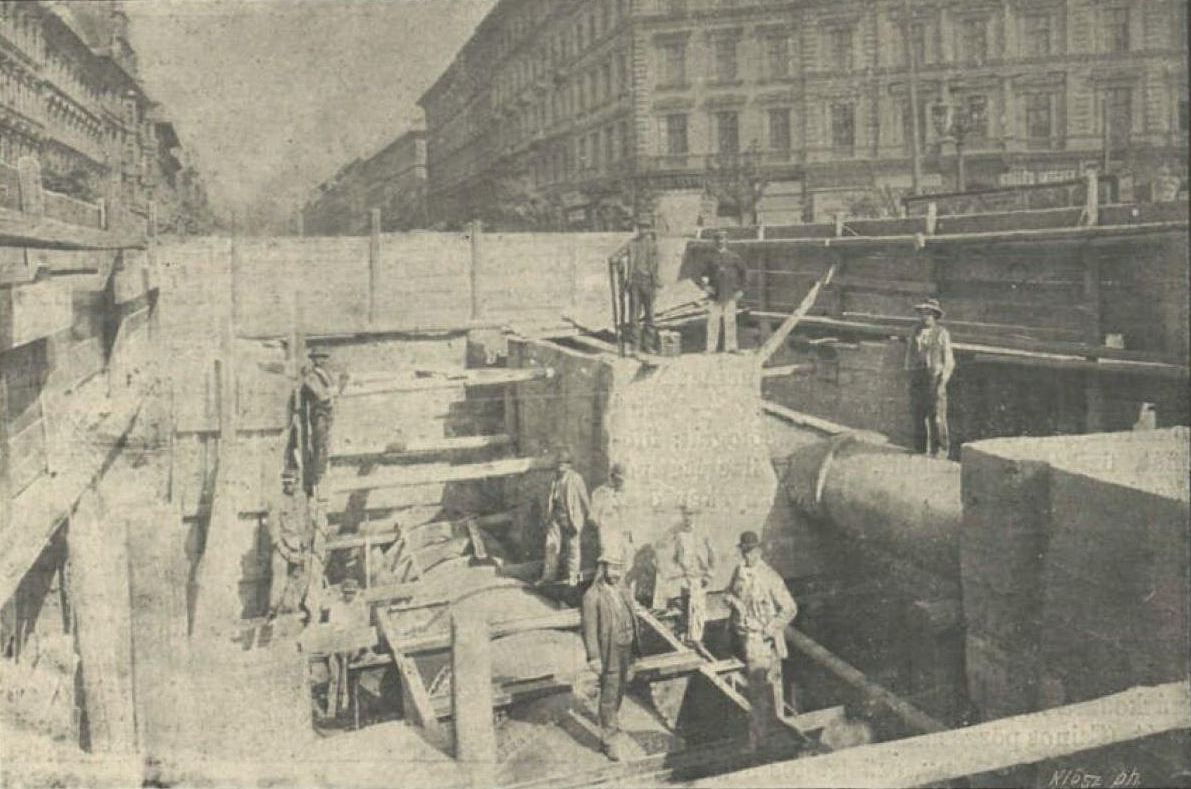
A földalatti Oktogon megállójának építése
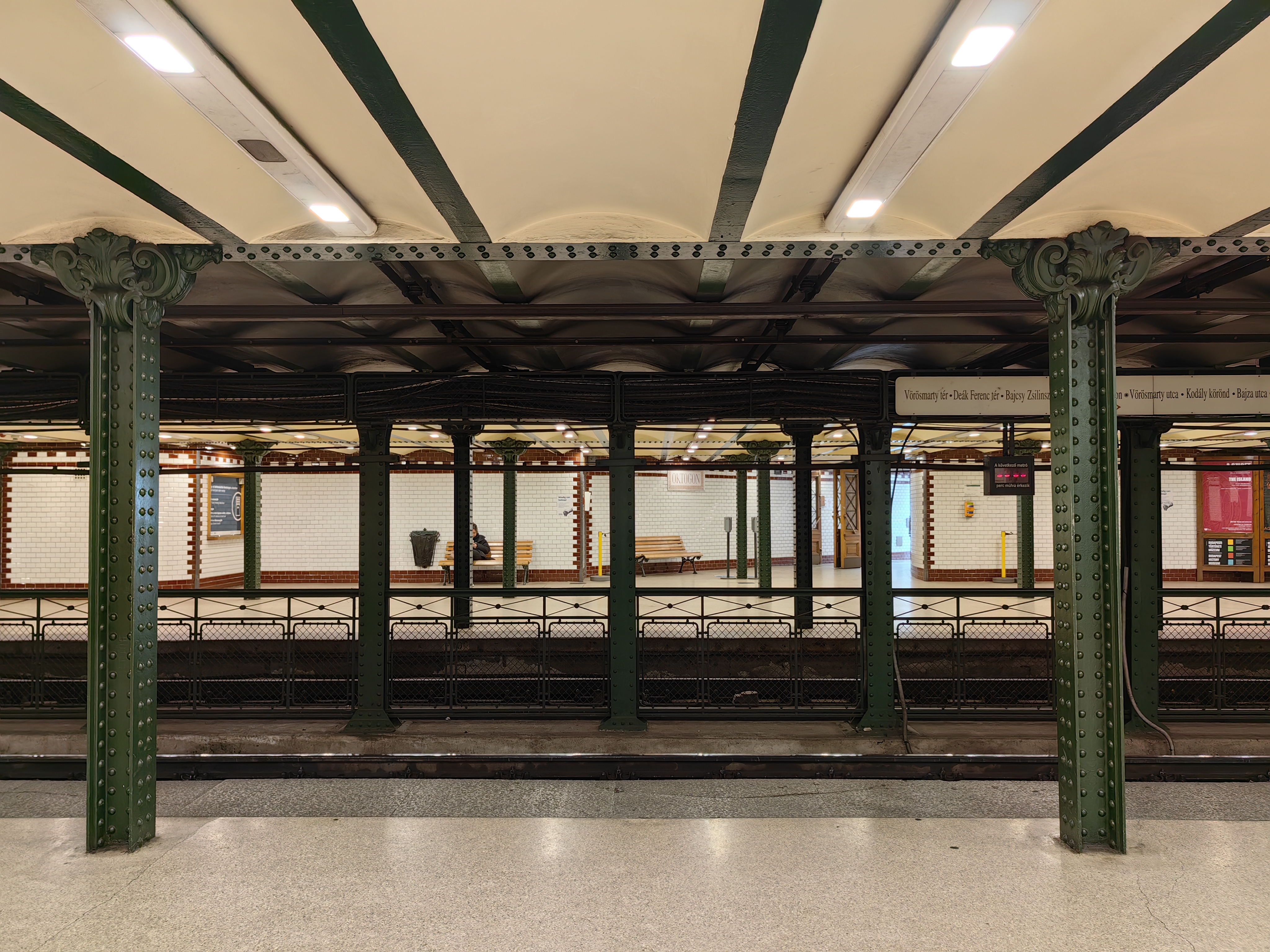
A megálló peronja
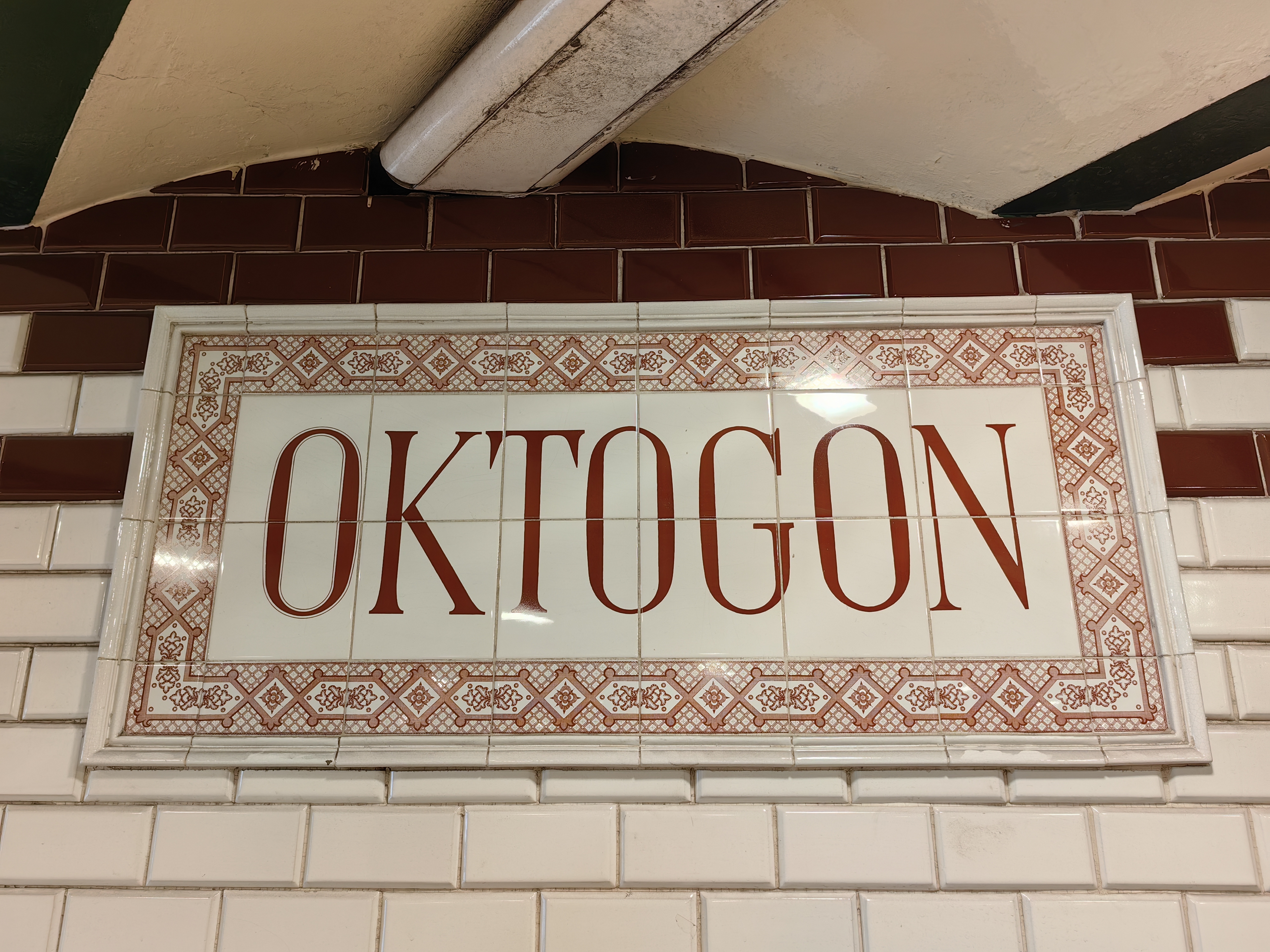
Az eredeti stílusú állomásnév-tábla
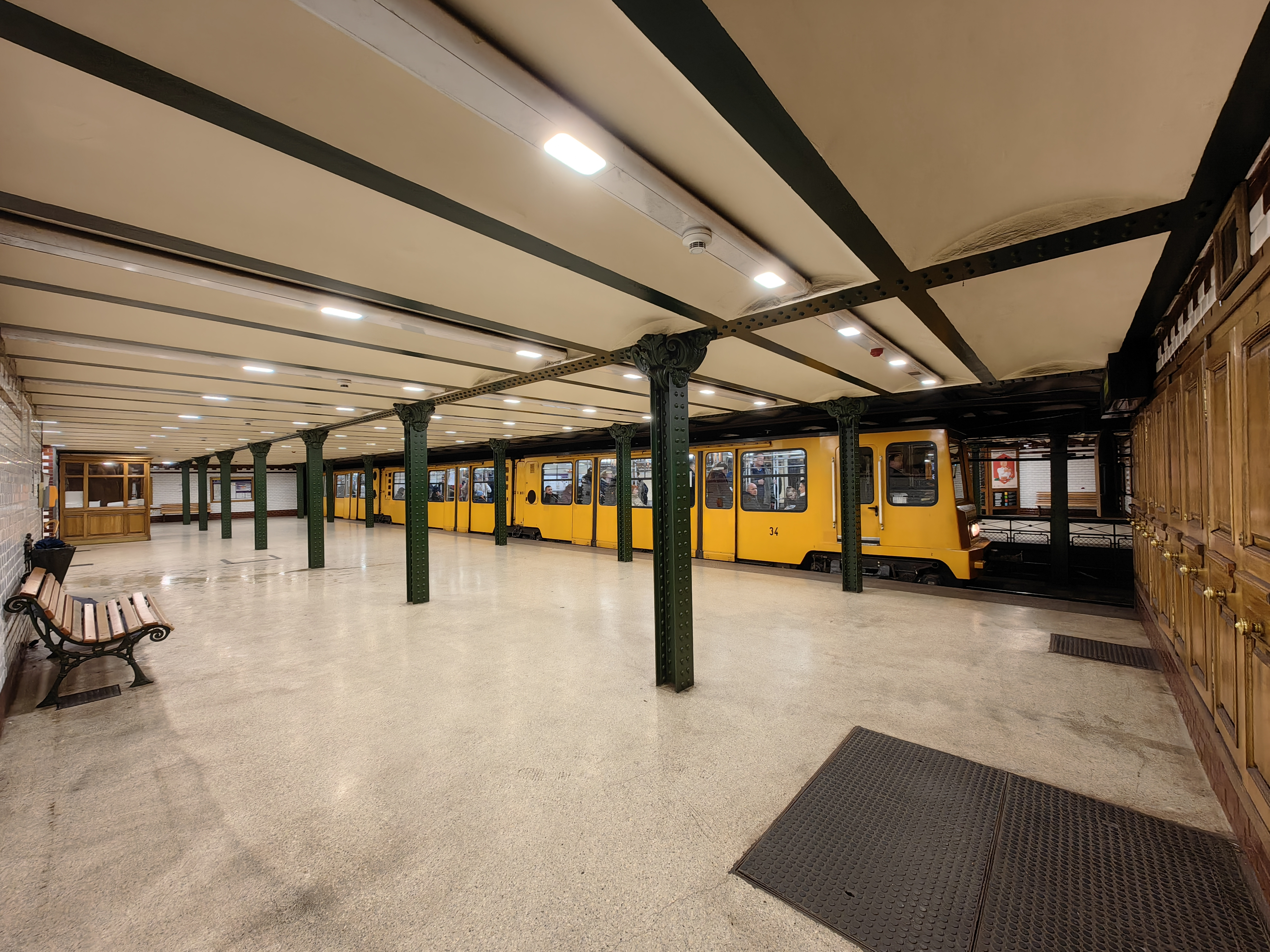
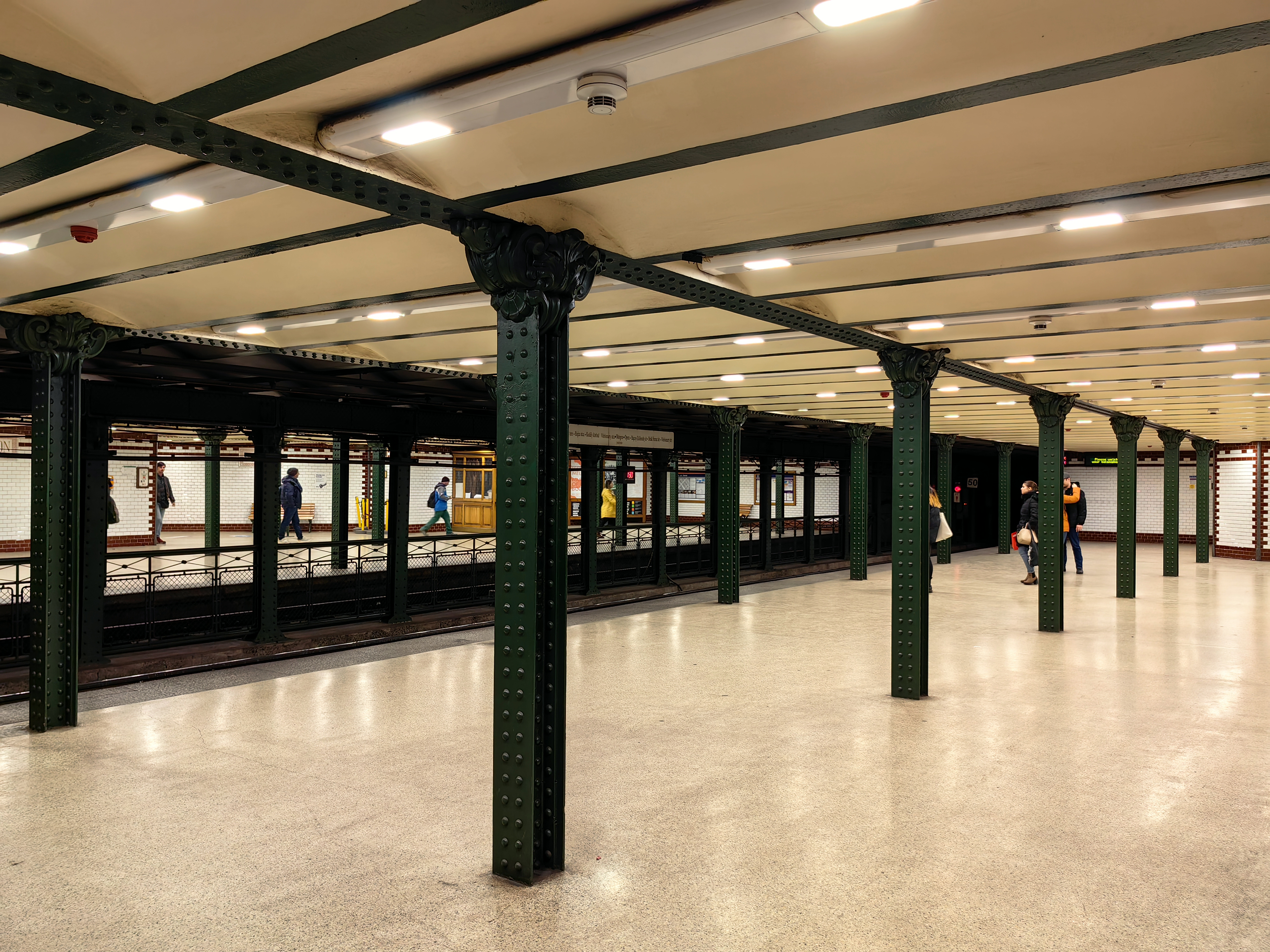
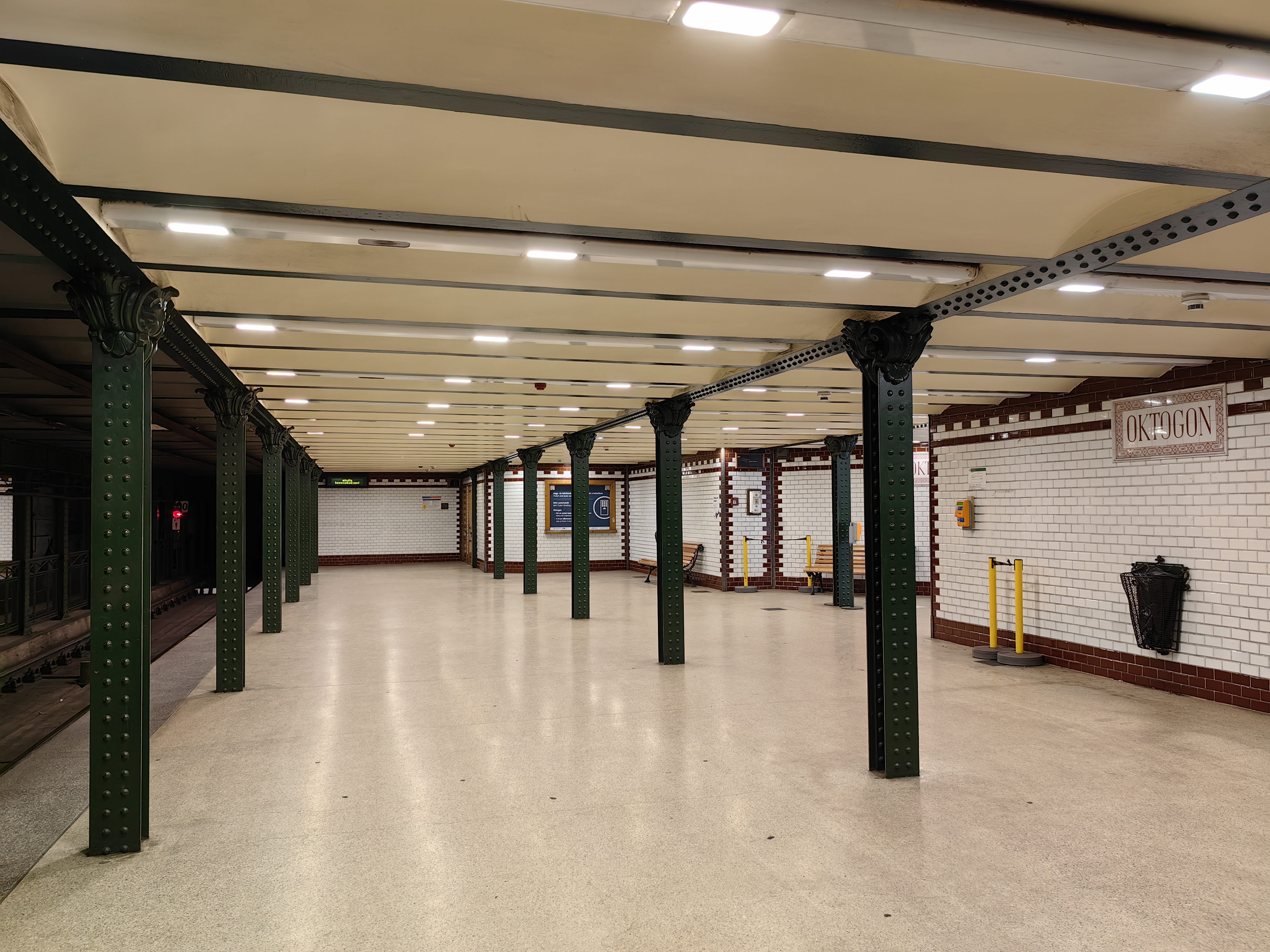
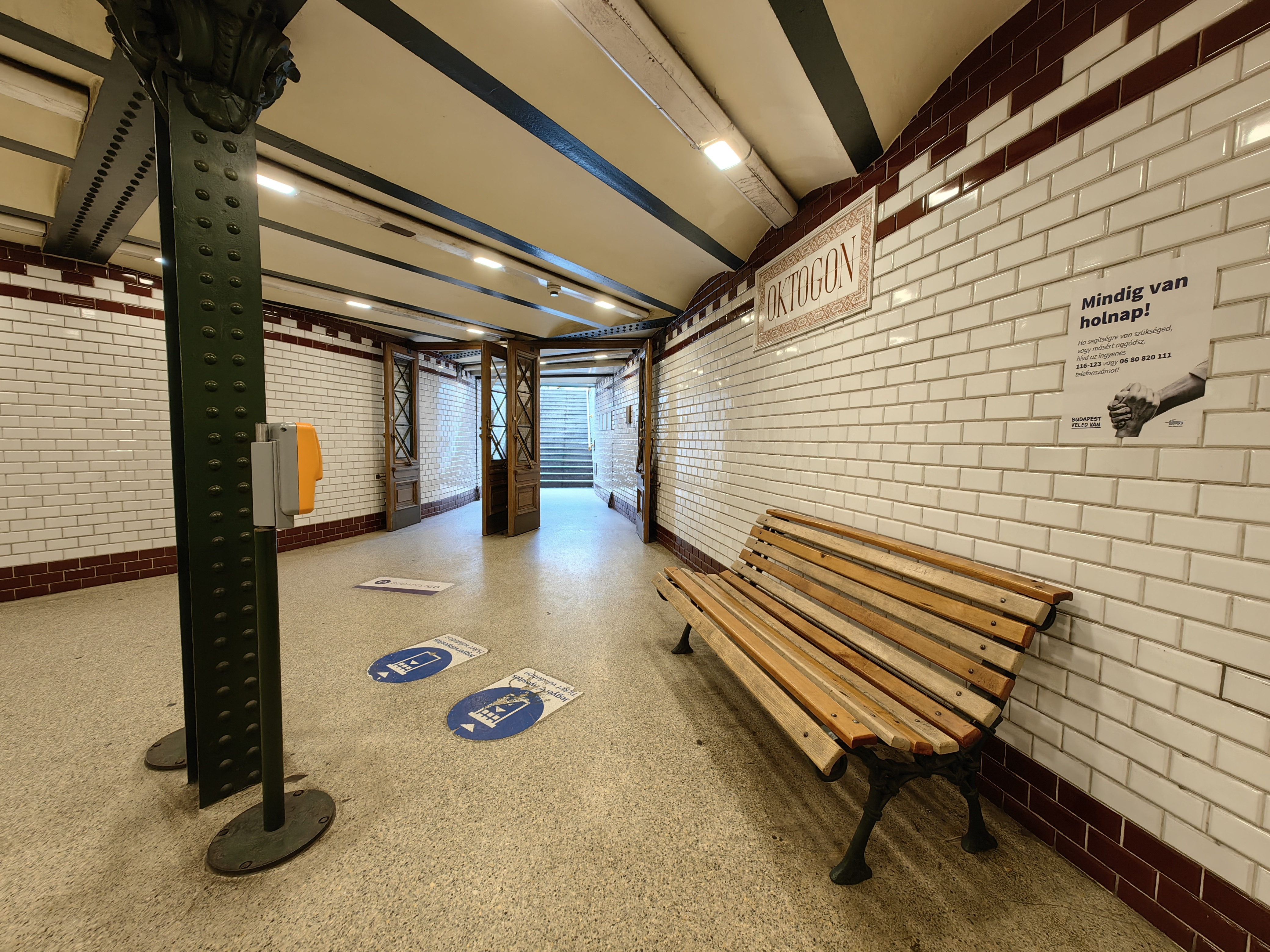